# Palais de l'Aurore
Le palais de l'Aurore (en portugais, Palácio da Alvorada) est un bâtiment situé dans la ville de Brasilia, la capitale du Brésil. Le palais est la résidence officielle du président du Brésil. Il est situé sur les rives du lac Paranoá, ayant été le premier bâtiment inauguré dans la capitale fédérale, le 30 juin 1958.
Bien que le président de la République ait ses installations pour étudier et lire dans le palais de l'Alvorada, en plus de passer la nuit, le bureau présidentiel est situé dans le palais du Planalto, où le représentant de la nation reçoit effectivement les autorités, expédie et remplit ses fonctions de chef de État et du gouvernement.
L'Alvorada est un bâtiment recouvert de marbre et scellé par des rideaux de verre, dont la structure est constituée extérieurement par ses piliers blancs. De cette façon, le verre offre une certaine intégration entre les espaces intérieurs et extérieurs. Les fameuses colonnes, quant à elles, sont soutenues par un de leurs sommets au sol, faisant apparemment disparaître l'idée de poids — comme si le bâtiment reposait sur le sol à Brasilia. Le calcul structurel de l'ingénieur Joaquim Cardozo a permis aux bases de l'Alvorada - ainsi que d'autres palais et de la cathédrale de Brasília - de rester minces : les colonnes touchent à peine le sol, donnant l'impression que le bâtiment flotte dans les airs. Le travail de Niemeyer a finalement été surnommé baroque en raison de son travail avec la courbe de ce bâtiment et d'autres bâtiments de la capitale fédérale.
Le format distinctif des piliers extérieurs du bâtiment a donné naissance au symbole et à l'emblème de la ville, présents dans les armoiries du District fédéral. Un tel format a même été largement copié dans les constructions populaires à travers le pays, ce qui l'a finalement rendu synonyme d'esthétique kitsch lorsqu'il est appliqué dans d'autres contextes. Le miroir d'eau, qui reflète l'image du bâtiment, créant un espace virtuel infini, est complété par un groupe sculptural, As Iaras d'Alfredo Ceschiatti, qui semble flotter à la surface de l'eau, dans une matérialité qui, selon l'architecture critiques, semble faire disparaître la gravité. Dans les jardins à côté d'une piscine aux carreaux bleus « brenand » et d'une pergola avec barbecue, dans l'aile est de l'Alvorada, se trouve la sculpture Rito do Ritmos, de Maria Martins.

## Histoire

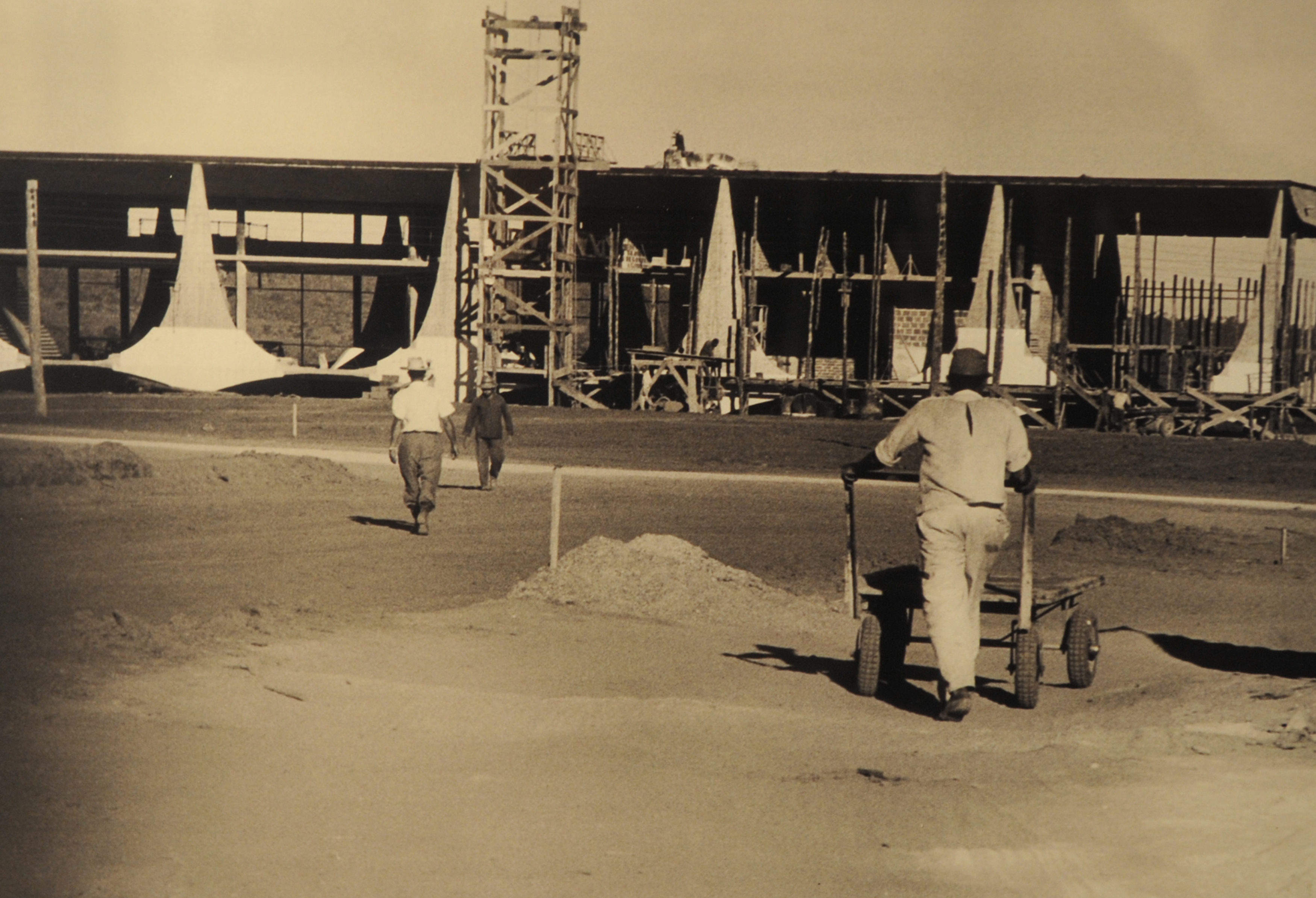
Le palais l'Aurore lors de sa construction (Archives nationales).

Le palais d'Alvorada a été conçu par Oscar Niemeyer avec une conception structurelle de l'ingénieur Joaquim Cardozo. L'ingénieur Darcy Amora Pinto était responsable de l'exécution. Les travaux ont commencé le 3 avril 1957 et ont duré dix-huit mois, ayant été réalisés par l'entreprise de construction Rabello.
L'inauguration du palais d'Alvorada a eu lieu le 30 juin 1958, lors d'une cérémonie de l'après-midi qui a commencé par la bénédiction de Dom Carlos Carmelo de Vasconcelos Motta, cardinal-archevêque de São Paulo, suivie d'une messe célébrée par Dom Fernando Gomes dos Santos, Archevêque de Goiania. Lors de cet événement, les lettres de créance de l'ambassadeur du Portugal, Manuel Rocheta, ont également eu lieu.
La construction de Niemeyer et Cardozo a été baptisée par Juscelino Kubitschek et, interrogé sur la raison du nom « aube », le président de la République de l'époque a répondu par une autre question : « Qu'est-ce que Brasília, sinon l'aube d'un nouveau jour pour le Brésil ? ». On dit que Juscelino rejeta le premier projet de Niemeyer pour « manque de monumentalité », et demanda à l'architecte de refaire les lignes pour construire un palais « qui sera encore admiré dans cent ans ».
Alvorada est devenue l'une des icônes de l'architecture moderniste au Brésil et sa particularité par rapport au mouvement moderne européen. C'était aussi un symbole du progrès culturel et technique du Brésil durant les années 1950, lorsque le pays connut un foisonnement culturel unique, caractérisé entre autres par la bossa nova, l'architecture moderne et l'art concret. À l'intérieur, le palais était décoré de meubles modernistes. C'est avec la construction de Brasília que le processus de valorisation du design de meubles au Brésil a commencé, avec la montée de noms tels que Sérgio Rodrigues, Jorge Zalszupin, Niemeyer lui-même qui a conçu des meubles à cette époque, en plus de professionnels étrangers comme l'Allemand Mies Van der Rohe, qui a conçu les meubles Alvorada. Dans la partie artistique, il y a des peintures et des tapisseries de Di Cavalcanti, Alfredo Volpi, Djanira da Motta e Silva, des sculptures d'Alfredo Ceschiatti, Maria Martins, Victor Brecheret, des statues d'anges et de saints baroques et bien d'autres.

## Restauration 2004–2006
En 2004, Marisa Letícia, alors Première Dame, a dirigé la restauration la plus importante du palais de son histoire. Le projet a duré deux ans pour un coût de 18,4 millions de reais. Des recherches ont été menées pour redonner aux chambres et à la décoration leur style d'origine. Des meubles et des objets décoratifs ont également été restaurés.

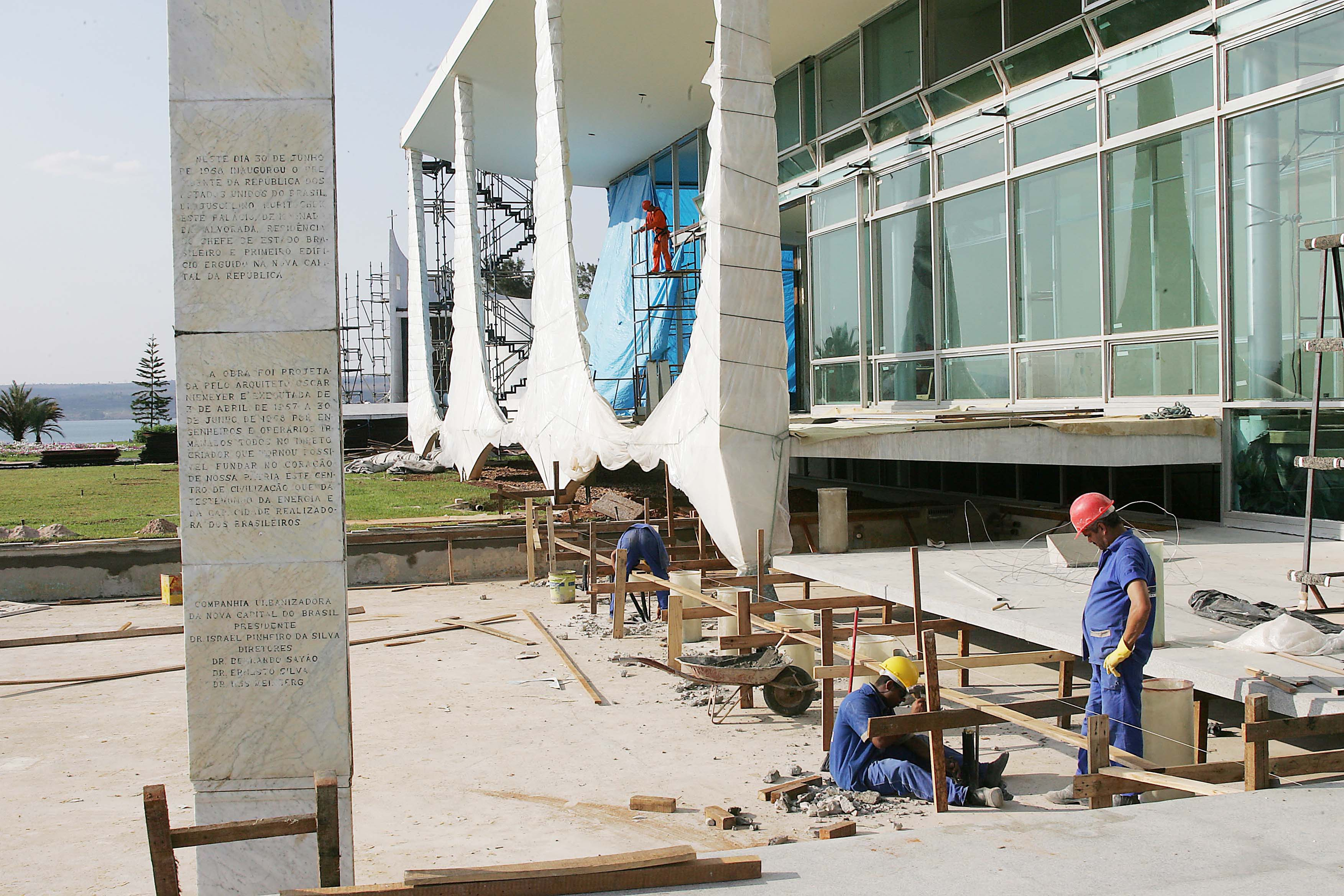
Restauration sous le gouvernement Lula.

La majeure partie de la rénovation concernait le réseau électrique, entièrement remplacé, y compris la tension qui, contrairement au reste de la ville, était de 110 volts et non de 220 volts. Un système de climatisation central a également été installé dans toutes les pièces, remplaçant certains appareils qui existaient dans certains environnements. La restauration n'a pas été financée par le gouvernement, mais faisait partie d'un projet de restauration de sites patrimoniaux sous la direction de l'Instituto do Patrimônio Histórico e Artístico Nacional (IPHAN) avec des fonds donnés par un groupe de 20 hommes d'affaires liés à l'Associação Brasileira de Industries de base (Abdib).

## Rénovation 2017

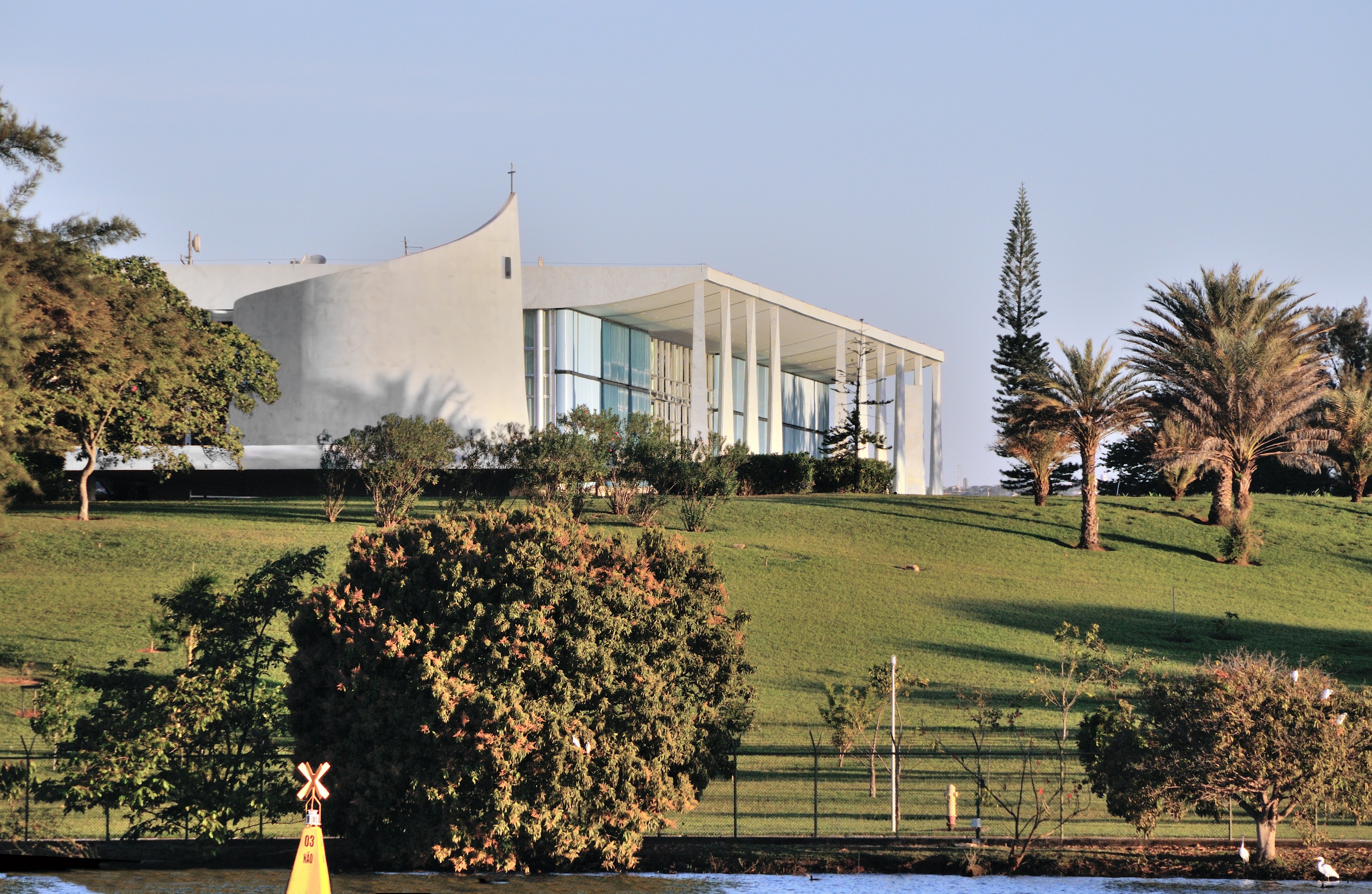
Alvorada vue du lac Paranoá.

En 2017, le président Michel Temer a rénové le palais, qui a coûté 24 000 reais et comprenait l'installation d'un écran de protection au deuxième étage, la peinture et la rénovation des armoires. Selon un interlocuteur de l'IPHAN, l'écran n'affecte pas le renversement du bâtiment. Le fils de Temer avec Marcela a été le premier enfant à y vivre depuis le gouvernement de João Goulart, de 1961 à 1964. Cependant, après seulement sept jours (du 17 au 24 février) de résidence au palais d'Alvorada, Temer a abandonné et est retourné au Jaburu. Palace, la résidence officielle du vice-président. Depuis son déménagement à Alvorada, le président s'est montré mal à l'aise avec la nouvelle adresse. L'argument pour le retard dans le déménagement était le même qui a conduit à la décision de ne pas rester dans le nouveau palais : l'Alvorada était « trop grande » et ne « se sentait pas comme à la maison ». Pendant cette période d'habitation, la direction de la documentation historique de la présidence de la République a créé une commission de curatelle qui, pour la première fois, a restauré tout le mobilier du palais tel qu'il était à l'origine.

## Architecture
L'architecte du palais est Oscar Niemeyer qui a utilisé des matériaux contemporains comme le béton, le métal et le verre. D'une surface de 7 000 m2, le bâtiment s'étage sur trois niveaux.

## Usage
Le palais de l'Aurore est le lieu de résidence du président de la république fédérative du Brésil, alors que le palais du Planalto accueille ses bureaux et les salons de réception. Quelque 72 personnes sont employées au palais de l'Aurore, en ne comptant que le personnel chargé de la sécurité, de l'entretien, de la maintenance et enfin le service médical.

## Curiosité
Le président qui a vécu le plus longtemps dans le palais d'Alvorada était Lula da Silva. (2003-2011), (2023-)